# Romulus Guga
Romulus Guga (Nagyvárad, 1939. június 2. – Marosvásárhely, 1983. október 17.) romániai költő, próza- és drámaíró.

## Élete és pályája
Ioan Guga orvos és Ertzey Sarolta fiaként, Nagyváradon született. Középiskolai tanulmányait a nagyváradi "Emanoil Gojdu" Gimnáziumban (I–VI. osztály, 1946–52), majd a "Gh. Barițiu"-ban Kolozsváron (VII–VIII. osztály, 1952–1954), majd Szamosújvárban (1954–55) és Désen (1955–56) végezte. A Kolozsvári Egyetem Filológiai Karának diplomája (1957–1962) megszerzése után könyvelő volt Újvárban (1956–57); tanár a megyei Hosszúmacskás faluban. Kolozsvárott (1963–67); módszertani munkatárs a kolozsvári Egyetemi Házban (1963–1967); referens és irodalmi titkár a Marosvásárhelyi Állami Színházban (1967–1971); a Vatra magazin főszerkesztője (1971–1983). Munkatárs a Tribuna, Contemporanul, Romania Literara stb.
Romulus Guga 1964 és 1966 között metodista volt az University House Clubban, majd pályázat révén a marosvásárhelyi Állami Színház irodalmi titkára lett (1967 és 1971 között). 
1971-ben Dan Culcer és Mihai Sin írókkal közösen megalapította a Vatra magazin új, Maroson működő sorozatát. Haláláig vezette a folyóiratot. 1970 és 1974 között Guga öt regényt adott ki – A bolond és a virág (1970), A halál utáni élet (1972), Boldog ünnepeket (1973), Viszlát, Arizona (1974) és Az ezeréves paradicsom (1974).
Verseskötetei ( Elhagyott csónakok, 1968; Totem, 1970), regényei ( A bolond és a virág, 1970; Élet a halál után, 1972; Boldog ünnepeket, 1973; Paradicsom ezer évre, 1974; Viszlát, Arizona, 1974) és színdarabjai ( A remény nem hal meg hajnalban, 1973; A kabotinok éjszakája, 1978; A véletlen középkor, 1980; Polgári alkonyat, 1982) jelentek meg, sikerrel lépett fel a főváros és a vidéki színpadokon.
Romulus Guga anyanyelve a magyar volt, ezért Sütő András Csillag a máglyán című regényét Bölcső az égen címmel románra tudta fordítani.
Korai alkotói korszakából származó dalszövegei általában elmélkedőek. A költő mindig magányosnak és elhagyatottnak érzi magát egy ellenséges világban. Megpróbálta megújítani a metaforikus, általában szigorú nyelvet, egy a korában egyedülálló kifejező koordinátában, egy komor, depresszív élmény formájában.
Darabjait a marosvásárhelyi (és azon túli) Állami Színház színpadán mutatták be. 

## Díjai
- Írószövetségi díj (1970; 1977).

## Művei
dalszövegek kötetei
- Elhagyott csónakok, Pentru Literatură Kiadó, Bukarest, 1968
- Totem, Cartea Românească Kiadó, Bukarest, 1970
- Versek, bevezető tanulmány Ștefan Augustin Doinaștól, szerk. szerkesztette: R. Vulpescu, Kolozsvár 1986[2]

Románul
- A bolond és a virág, Dacia Kiadó, Kolozsvár, 1970[3][4]
- Halál utáni élet, Cartea Românească Kiadó, Bukarest, 1972[5]
- Kellemes Ünnepeket, Cartea Românească Kiadó, Bukarest, 1973[6]
- Paradicsom ezer éven át, Eminescu Kiadó, Bukarest, 1974[7]
- Viszlát, Arizona (Egy naiv ember vallomása egy vidéki szerzőnek), Dacia Kiadó, Kolozsvár, 1974;[8][9]

Színház
- A remény nem hal meg hajnalban, 1973. Egy kis CFR megállónál az utazóknak meg kell szakítaniuk az útjukat. Közlik velük, hogy a háború miatt nem mehetnek tovább, miközben az ország sorsa, és így a sajátjuk is, más utat követ. A kis megállóhelyen összegyűlt emberek kénytelenek szembenézni és meghatározni önmagukat. A szereplők különböző társadalmi kategóriák képviselői, akik szembesülnek önmagukkal és meghatározzák önmagukat.
- Kabotinok éjszakája, 1978
- A véletlen középkor, Eminescu Kiadó, 1980[10]
- Polgári alkonyat, 1982
- A véletlen középkor, színdarabok kötete, szerk. Voica Foisoreanu-Guga szerkesztésében, Bukarest, Eminescu Kiadó, 1984 (Tartalmazza a „A remény nem hal meg hajnalban”, „A kabotinok éjszakája”, „A véletlenszerű középkor”, „Polgári alkonyat” című darabokat)

Fordításai
- Bölcső az égen (Csillag a máglyán) Sütő Andrástól, Kriterion Kiadó. Bukarest, 1972[11]
- Hazudós Jakab, írta Jurek Becker, Iva Paraschivval együttműködve, keménytáblás, Dacia Kiadó, Kolozsvár, 1974[12][13]
- Marco Polo csodálatos kalandjai, írta Willi Meinck, Ileana Foișoreanuval együttműködve. köt. I–II, Dacia Kiadó, Kolozsvár, 1986[14][15][16]

## Emlékezete
A „Romulus Guga” Költészeti és Prózamondó Versenyfesztivál az ő nevét viseli. A rendezvényt a „Nicolae Băciuț” Egyesület szervezi a Kulturális és Nemzeti Örökség Minisztériuma, a „Cezara Codruța Marica” Kulturális Alapítvány, a „Vasile Netea” Kulturális Alapítvány és a Maros Megyei Prefektúra támogatásával.

## Adaptációi
Film
- A remény nem hal meg hajnalban (1976), rendezte: Nae Cosmescu, szereplők: Petrică Gheorghiu, Ștefan Iordache, Valeria Seciu, Ioana Bulcă ; tévéfilm

Hangjáték
- A véletlen középkor (1990), rádióadaptáció: Marina Spalas, művészeti vezető: Cristian Munteanu. Szereplők: Dragoș Pîslaru, Victor Rebengiuc, George Constantin, Silvia Popovici, Virginia Mirea, Mircea Albulescu, Ion Pavlescu, Constantin Dinulescu, Cristian Șofron, Corado Negreanu, Florian Pittiș, Gheorghe Puful Stúdiórendező: Rodica Leu, zenei rendezés: Romeo Chelaru, technikai rendezés: Vasile Manta.
- A remény nem hal meg hajnalban (1988), Alexa Visarion rádióadaptációja, Rodica Tapalagă Maria Magdalena szerepében, Ion Vîlcu ezredes, Florin Zamfirescu Picollo, Ștefan Radof hivatalnok, Corneliu Dumitraș Mr. Zalaxa úr, Alexandru Lungul parasztként, Adrian Vișan katona.

## Fordítás
- Ez a szócikk részben vagy egészben  a   Romulus Guga című román Wikipédia-szócikk fordításán alapul.  Az eredeti cikk szerkesztőit annak laptörténete sorolja fel. Ez a jelzés csupán a megfogalmazás eredetét és a szerzői jogokat jelzi, nem szolgál a cikkben szereplő információk forrásmegjelöléseként.